# SCSA Eagles
Die Social Cultural Sport Association Eagles, kurz SCSA Eagles, ist ein Fußballverein, der auf der niederländischen Karibikinsel Sint Maarten in der Sint Maarten Premier League spielt.

## Geschichte
Der Verein nahm 2020/21 erstmals an der Sint Maarten Premier League teil und wurde Vizemeister. In den Saisons 2021/22, 2022/23 und 2023/24 wurden die SCSA Eagles dreimal in Folge Meister der Sint Maarten Premier League. Gemeinsam mit C&D Connection FC, die die Liga ebenfalls dreimal gewinnen konnten, sind sie Rekordtitelträger der Sint Maarten Premier League. Der Verein hat seinen Sitz in Philipsburg und nahm bisher noch nie an einem internationalen Wettbewerb teil.

## Erfolge
- Meister: 2022, 2023, 2024

## Stadion
Die Heimspielstätte des Vereins ist das Raoul Illidge Sports Complex, das eine Kapazität von 3000 Zuschauern hat.